# Look What We Made Taylor Swift Do
"Look What We Made Taylor Swift Do" é um controverso artigo de opinião escrito pela jornalista Anna Marks sobre a cantora e compositora estadunidense Taylor Swift, publicado pelo jornal The New York Times em 4 de janeiro de 2024. O artigo argumenta sobre a suposta "sexualidade reprimida" de Swift, onde Marks lista várias vezes em que a artista, aparentemente, sugeriu ser queer, termo comumente usado para descrever uma identidade de gênero e sexualidade oposta a heterossexualidade. A redatora alega que a artista implementou sinais velados sobre sua sexualidade em seus trabalhos musicais e como esse assunto se torna um tópico onipresente de cobertura e análise na grande mídia. As reações ao artigo foram em sua maioria negativas, criticadas por promover teorias de conspiração e invadir a privacidade de Swift.

## Antecedentes

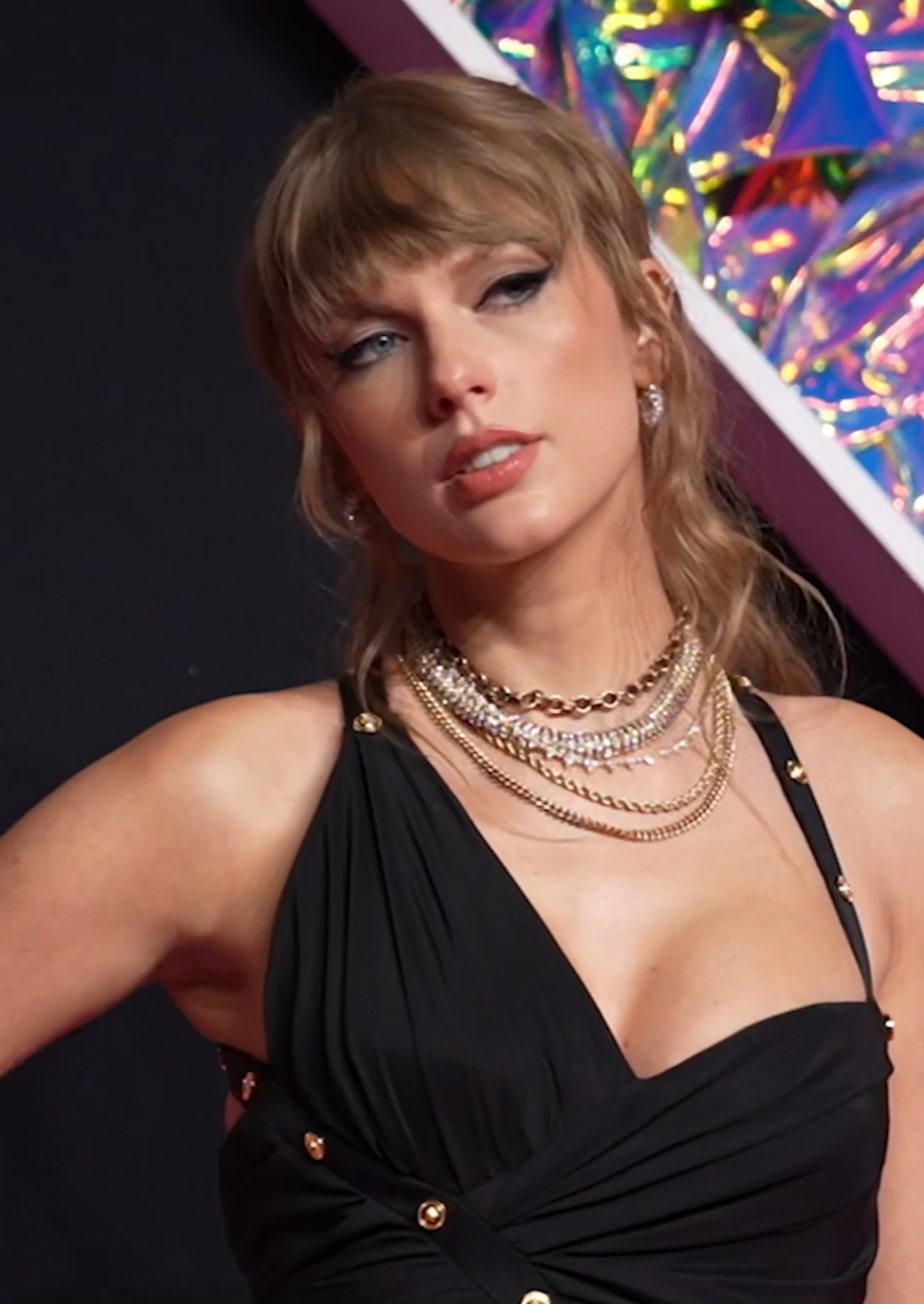
Taylor Swift na quadragésima edição do MTV Video Music Awards de 2023.

Uma massiva parcela dos swifties, como é popularmente denominado os fãs da cantora e compositora estadunidense Taylor Swift, especulam que a artista é secretamente lésbica, bissexual ou queer, sugerindo isso através de suas produções musicais. Supostas teorias da conspiração dentre as mais repercutidas entre os fãs seriam os supostos relacionamentos que Swift teve com a supermodelo Karlie Kloss e a atriz Dianna Agron. A jornalista Rebecca Smith, do The Michigan Daily, repudiou as teorias de "Gaylor" como infundadas, declarando que as teorias da conspiração estariam desrespeitando o direito de Swift à sua privacidade em relação aos seus relacionamentos amorosos. Ela concluiu que, embora os swifties pudesse interpretar as canções de Swift como uma visão representativa deles, especular que a própria artista é secretamente pertencente a comunidade LGBTQIAPN+ a trata como uma personagem fictícia e não "um ser humano real com uma vida fora de sua carreira musical".
Anna Marks, autora de "Look What We Made Taylor Swift Do", é uma ex-jornalista do jornal The Atlantic que ingressou no The New York Times como assistente editorial em 2020. Em setembro de 2023, Marks foi promovida ao cargo de editora pessoal.

## Conteúdo do artigo
A tese de Marks em "Look What We Made Taylor Swift Do", cujo título faz referência a canção "Look What You Made Me Do", de seu sexto álbum de estúdio Reputation (2017), sugere "uma possibilidade safismo" no trabalho musical de Swift. Marks apresenta partes da carreira de Swift, desde o lançamento de sua canção de estreia "Tim McGraw" (2006) até o presente, e argumenta que existem conexões importantes com tópicos da comunidade LGBTQIAPN+. Segundo Marks, o vídeo musical de "Me!" reflete imagens e linguagem da comunidade, o álbum Lover (2019) apresenta estéticas reminiscentes a comunidade e letras de canções como "It's Nice to Have a Friend", "Maroon" e "Hits Different" poderiam explorar através de metáforas sobre musas femininas.

## Recepção

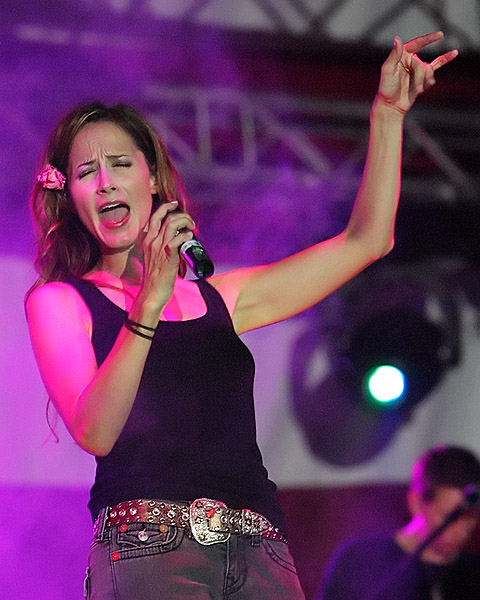
A cantora de música country Chely Wright, cuja sua tentativa de suicídio foi mencionada no artigo, saiu em defesa de Swift ao ter sua sexualidade especulada inapropriadamente.

As respostas ao artigo de Marks foram majoritariamente negativas. Entre os primeiros críticos do artigo estavam a equipe associada de Swift, que disseram à CNN Business que "Look What We Made Taylor Swift Do" era "invasivo, falso e inapropriado", argumentando também que um artigo semelhante não seria publicado sobre músicos masculinos como Shawn Mendes. Asyia Iftikhar, do PinkNews, criticou o artigo por promover uma teoria da conspiração anteriormente de nicho. Chris Willman, o principal crítico musical da Variety, condenou "Look What We Made Taylor Swift Do" como "o artigo de opinião menos defensável que me lembro de já ter visto no The New York Times, piorado pelo fato de ter sido escrito por um funcionário especializado nessas especulações", referenciando a um artigo de 2022 de Marks especulando sobre a sexualidade do cantor britânico Harry Styles. A musicista de música country Chely Wright, assumidamente lésbica, cuja tentativa de suicídio em 2006 é discutida no artigo, concordou com Willman e criticou "Look What We Made Taylor Swift Do" por invadir a privacidade de Swift e especular inapropriadamente sobre sua sexualidade. Stephanie Soteriou, do BuzzFeed, publicou uma matéria detalhando o caso e comparou a situação com as especulações de um suposto relacionamento entre os cantores Style e Louis Tomlinson, ex-integrantes da boyband One Direction, em meados de 2015, o que tem sido bastante discutido na mídia. Por outro lado, Frankie de la Cretaz, da Xtra Magazine, defendeu o artigo de Marks e argumentou que "quando você diz que queers estão causando danos ao ler a estranheza na arte de alguém, o que você está realmente dizendo é que ser visto como gay é uma coisa negativa".